# Милена Зиндовић
Милена Зиндовић је српска архитекткиња. Студирала је и радила у Београду, Њујорку, Љубљани и Шапцу. Оснивачица је архитектонског студија "МZ Studio" из Београда.

## Образовање
Дипломирала је на Архитектонском факултету у Београду. На Универзитету Корнел завршила је мастер студије, са фокусом на архитектуру и медије. Корнел припада такозваној Лиги бршљана која обухвата 8 најпрестижнијих приватних универзитета у северноисточној САД. Назив потиче од бршљана који покрива најстарије зграде ових универзитета.

## Најзначајнија достигнућа
Милена је учествовала у пројекту изградње Арене Стожице у Љубљани.
Милена је уредница књиге Жене у архитектури која приказује рад и искуства жена архитеката у Србији од почетка 20. века до данас, а коју је 2013. објављена у издању Центра за архитектуру. Публикација има 160 страна у оквиру којих се налазе интервјуи, илустрације и ауторски текстови који приказују најзначајније женске ауторе и њихове радове. Књига Жене у архитектури добила је признања у категорији публикација на Салону архитектуре у Београду и Салону архитектуре у Новом Саду 2016. године.
Милена је у 2013. је покренула регионални портал Жене у архитектури чији је циљ био да промовише женско стваралаштво и обезбеди простор на интернету за ауторске текстове о женама. Портал је најпре био део активности Центра за архитектуру, а од 2015. године се издвојио као засебна платформа за промоцију женског стваралаштва у архитектури.
Две године касније постала је директорка ЈУП План Шабац где је промовисала одржив урбан развој кроз обезбеђење грађанима више мултифункционалних јавних простора. На тој позицији је остала до 2017. године.
Једна је од оснивача удружења Паметни град које је сновано је у циљу промоције и имплементације савремених концепата одрживог урбаног развоја у Србији. Активности удружења подељене су у три програма деловања:
- Град за све – подизање свести о различитим потребама грађана у простору, подршка одрживим решењима урбане мобилности, промоција родне равноправности у урбанистичком планирању и пројектовању
- База знања – мреже, базе података и базе литературе приступачне локалним самоуправама и професионалцима у планирању на српском језику, подршка побољшању комуникација међу стејкхолдерима
- Нове технологије – увођење паметних решења у градске комуналне службе, промовисање холистичког приступа урбаном метаболизму и ресурсима, подстицање енергетски ефикасних, природних и одрживих решења[6]